# Thomas Schlamme
Thomas Schlamme est un producteur et réalisateur américain, né le 22 mai 1950 à Houston, au Texas (États-Unis).

## Filmographie

### comme producteur
- 1996 : The Best of Tracey Takes On... (TV)
- 1999 - 2003 : À la Maison-Blanche (TV)
- 2002 : The West Wing Documentary Special (TV)
- 2004 : Jack et Bobby (TV)
- 2005 : Invasion (TV)
- 2006 - 2007 : Studio 60 on the Sunset Strip (TV)
- 2011 : Mr. Sunshine (TV)
- 2011 - 2012 : Pan Am (TV)
- 2012 : The Frontier (TV)

### comme Réalisateur
- 1982 : The Mondo Beyondo Show (TV)
- 1984 : Bette Midler: Art or Bust (vidéo)
- 1985 : Whoopi Goldberg: Direct from Broadway (TV)
- 1986 : Wayside School (TV)
- 1986 : It's Garry Shandling's Show. (série télévisée)
- 1986 : Mr. Gun (Sledge Hammer!) (série télévisée)
- 1988 : Spalding Gray: Terrors of Pleasure
- 1989 : What's Alan Watching? (TV)
- 1989 : Miss Firecracker
- 1990 : Steel Magnolias (TV)
- 1991 : Sessions (série télévisée)
- 1991 : Tremblement de cœur (Crazy from the Heart) (TV)
- 1991 : Mambo Mouth (TV)
- 1992 : Rowan Atkinson Live (TV)
- 1992 : The Larry Sanders Show (série télévisée)
- 1993 : Quand Harriet découpe Charlie ! (So I Married an Axe Murderer)
- 1994 : You So Crazy
- 1995 : Kingfish: La vie de Huey P. Long (en) (Kingfish: A Story of Huey P. Long) (TV)
- 1995 : Pride & Joy (série télévisée)
- 1995 : If Not for You (série télévisée)
- 1996 : Tracey Takes On... (série télévisée)
- 1996: Friends (TV)
- 1999 : Ally McBeal (série télévisée)
- 1999 - 2002 : À la Maison-Blanche (série télévisée)
- 2000 : Thirty (TV)
- 2006 - 2007 : Studio 60 on the Sunset Strip (TV)
- 2011 : Mr. Sunshine (TV)
- 2011 : Pan Am (TV)